# Kerry Simpson
Kerry Simpson (* 6. November 1981 in Melville) ist eine ehemalige kanadische Eisschnellläuferin.

## Werdegang
Simpson startete in der Saison 2001/02 in Heerenveen erstmals im Eisschnelllauf-Weltcup, wobei sie in der B-Gruppe den 18. Platz über 1000 m errang. In der Saison 2003/04 lief bei der Sprintweltmeisterschaft 2004 in Nagano auf den 20. Platz im Sprint-Mehrkampf und bei den Einzelstreckenweltmeisterschaften 2004 in Seoul auf den 22. Rang über 1500 m. In der Saison 2005/06 belegte sie bei der Sprintweltmeisterschaft 2006 in Heerenveen erneut den 20. Platz im Sprint-Mehrkampf und bei den Olympischen Winterspielen 2006 in Turin den 21. Platz über 500 m. In der Saison 2007/08 erreichte sie in Heerenveen mit dem sechsten Platz über 100 m ihr bestes Ergebnis im Weltcup und mit dem zehnten Platz in der Weltcupwertung über 100 m ihre beste Gesamtplatzierung. Zudem wurde sie Nordamerikameisterin über 500 m sowie 1000 m und lief bei den Einzelstreckenweltmeisterschaften 2008 in Nagano auf den 16. Platz über 500 m und bei der Sprintweltmeisterschaft 2008 in Heerenveen auf den 21. Rang im Sprint-Mehrkampf. Im folgenden Jahr errang sie bei der Sprintweltmeisterschaft in Moskau den 25. Platz im Sprint-Mehrkampf und absolvierte in Erfurt ihre letzten Rennen im Weltcup, welche sie jeweils in der B-Gruppe auf dem 11. Platz über 1000 m sowie auf dem Plätzen neun und sieben über 500 m beendete.
Ihr Ehemann Arne Dankers war ebenfalls als Eisschnellläufer aktiv.

## Erfolge

### Olympische Spiele
- 2006 Turin: 21. Platz 500 m

### Einzelstrecken-Weltmeisterschaften
- 2004 Seoul: 22. Platz 1500 m
- 2008 Nagano: 16. Platz 500 m

### Sprint-Weltmeisterschaften
- 2004 Nagano: 20. Platz Sprint-Mehrkampf
- 2006 Heerenveen: 20. Platz Sprint-Mehrkampf
- 2008 Heerenveen: 21. Platz Sprint-Mehrkampf
- 2009 Moskau: 25. Platz Sprint-Mehrkampf

## Persönliche Bestzeiten
| Disziplin | Zeit        | Datum             | Ort            |
| --------- | ----------- | ----------------- | -------------- |
| 500 m     | 38,76 s     | 20. November 2005 | Salt Lake City |
| 1000 m    | 1:15,76 min | 19. November 2005 | Salt Lake City |
| 1500 m    | 1:57,57 min | 19. März 2003     | Calgary        |
| 3000 m    | 4:13,49 min | 19. März 2003     | Calgary        |
| 5000 m    | 7:31,21 min | 25. Januar 2003   | Salt Lake City |